# Bukaczowce (gmina)
Bukaczowce – dawna gmina wiejska w powiecie rohatyńskim województwa stanisławowskiego II Rzeczypospolitej. Siedzibą gminy były Bukaczowce.
Gminę utworzono 1 sierpnia 1934 r. w ramach reformy na podstawie ustawy scaleniowej z dotychczasowych gmin wiejskich: Bukaczowce, Czerniów, Karolówka, Kozara, Martynów Nowy (część), Poświerz, Tenetniki, Żurawienko i Czahrów (część).
Po II wojnie światowej obszar gminy znalazł się w ZSRR.